# Kościół Matki Bożej Królowej Polski w Łomnicy
Kościół pw. Matki Bożej Królowej Polski w Łomnicy – zabytkowy, neoromański kościół filialny erygowanej w XIX wieku parafii pw. Trójcy Świętej w Róży Wielkiej. należący do diecezji koszalińsko-kołobrzeskiej, dekanatu Wałcz, we wsi Łomnica, w powiecie czarnkowsko-trzcianeckim, w województwie wielkopolskim.
Wzniesiony w neoromańskim stylu w 1837 roku dla ludności wyznania ewangelickiego. Budowla murowana, z jedną nawą oraz jednym ołtarzem głównym, przedstawiającym Matkę Boską Częstochowską. Przy kościele mieści się niemiecki cmentarz z przełomu XIX i XX wieku.